# NGC 6108
NGC 6108 је спирална галаксија у сазвежђу Северна круна која се налази на NGC листи објеката дубоког неба.
Деклинација објекта је + 35° 8' 9" а ректасцензија 16h 17m 25,5s. Привидна величина (магнитуда) објекта NGC 6108 износи 14,5 а фотографска магнитуда 15,3. NGC 6108 је још познат и под ознакама MCG 6-36-15, CGCG 196-25, KUG 1615+352A, PGC 57734.